# 朝木陽彩
朝木 陽彩（あさぎ ひいろ、5月6日 - ）は、元宝塚歌劇団宙組の娘役。
兵庫県尼崎市、県立尼崎北高校出身。身長165cm。愛称は「すずこ」。

## 来歴
2016年4月、宝塚音楽学校入学。
2018年4月、宝塚歌劇団に104期生として入団。入団時の成績は11番。星組宝塚大劇場公演『ANOTHER WORLD／Killer Rouge』で初舞台。その後、宙組に配属。
2023年1月21日、「夢現（ゆめうつつ）の先に」（宝塚バウホール公演）千秋楽をもって、宝塚歌劇団を退団。

## 主な舞台

### 初舞台公演
- 2018年4月～6月、 『ANOTHER WORLD／Killer Rouge』（宝塚大劇場のみ）

### 宙組配属後
- 2018年10月～12月、『白鷺の城／異人たちのルネサンス』
- 2019年2月～3月、『黒い瞳／VIVA! FESTA! in HAKATA』（博多座）
- 2019年4月〜7月、『オーシャンズ11』新人公演：エメラルド(3ジュエルズ)（本役：天彩峰里）
- 2019年8〜9月、『追憶のバルセロナ』、『NICE GUY!!-その男、Sによる法則-』（全国ツアー）
- 2019年11〜2020年2月、『El Japón（エル ハポン）-イスパニアのサムライ-』 - 踊り子、新人公演：女官ビアンカ（本役：瀬戸花まり）『アクアヴィーテ（aquavitae）!!〜生命の水〜』
- 2020年8月、『壮麗帝』（梅田芸術劇場シアター・ドラマシティ） - 小姓アゼル
- 2020年11月～2021年2月、『アナスタシア』
- 2021年4月～5月、『夢千鳥』（宝塚バウホール） - しずよ
- 2021年6月～9月、『シャーロック・ホームズ-The Game Is Afoot!-』 - ベーカー・ストリート イレギュラーズ、新人公演：ミス・フォークナー（本役：愛海ひかる）『Délicieux（デリシュー）!-甘美なる巴里-』
- 2021年11月～12月、『プロミセス、プロミセス』（梅田芸術劇場シアター・ドラマシティ、東京建物 Brillia HALL）
- 2022年2月～5月、『NEVER SAY GOODBYE -ある愛の軌跡-』 - 新人公演：ラ・パッショナリア（本役：留依蒔世）
- 2022年6月、『FLY WITH ME（フライ ウィズ ミー）』
- 2022年8月～11月、『HiGH&LOW　-THE PREQUEL-』 - スズコ、新人公演：BAR小竹のママ（本役：水音志保）『Capricciosa（カプリチョーザ）!!』
- 2023年1月、『夢現（ゆめうつつ）の先に』（宝塚バウホール）- モニカ　退団公演